# 354年
| 千纪： | 1千纪                                                                                                |
| 世纪： | 3世纪 \| 4世纪 \| 5世纪                                                                              |
| 年代： | 320年代 \| 330年代 \| 340年代 \| 350年代 \| 360年代 \| 370年代 \| 380年代                            |
| 年份： | 349年 \| 350年 \| 351年 \| 352年 \| 353年 \| 354年 \| 355年 \| 356年 \| 357年 \| 358年 \| 359年      |
| 纪年： | 甲寅年（虎年）；东晋永和十年；前凉建兴四十二年，和平元年；代国建国十七年；前秦皇始四年；前燕元玺三年 |

## 大事记
- 中國
  - 桓溫因著殷浩北伐失敗而引起朝野怨恨，於是上表列舉殷浩的罪行。朝廷遂將殷浩廢為庶人，流放東陽郡信安縣，由王述接任揚州刺史。
  - 二月，桓溫發動第一次北伐，進攻以關中地區為根據地的前秦，進駐長安東面的霸上，逼使前秦君主苻健以數千人退守長安小城，然而未追逼長安。
  - 九月，因桓溫本想收割作軍糧的麥子被秦軍搶先收割，並堅壁清野，令晉軍糧秣不繼而還。桓溫撤退時曾請王猛一同南行，但王猛沒有跟隨。
  - 前涼張祚稱帝。